# Port Allen (Louisiana)
Port Allen település az Amerikai Egyesült Államok Louisiana államában, West Baton Rouge megyében, melynek megyeszékhelye is. Lakosainak száma 4939 fő (2020. április 1.).

## Népesség
A település népességének változása:

| 2010 | 5 180 |
| 2020 | 4 939 |